# Bivacco K2
Il bivacco K2 è un bivacco in comune di Minucciano, in Val Serenaia a 1500 m s.l.m.. Inaugurato nel 1961 e ristrutturato nel 2001 dispone di 6 posti letto. Il bivacco è situato sul versante nord del monte Contrario.

## Storia
Costruito nel 1968 dall'associazione "K2 club", donato al Club alpino italiano (CAI) di Carrara nel 1988.

## Caratteristiche e informazioni
All'interno sono presenti sei posti letto e una stufa a legna.

## Accesso
Il bivacco K2 è raggiungibile:
Dal rifugio Orto di Donna seguendo il sentiero 179 in 15 minuti.
A poche decine di metri dal bivacco è presente una fonte di acqua potabile, che tuttavia può rimanere a secco nei mesi estivi.

## Ascensioni
- Monte Pisanino - 1.946 m
- Monte Cavallo - 1.895 m
- Monte Contrario - 1.789 m
- Monte Grondilice - 1.809 m
- Pizzo d'Uccello - 1.781 m